# Sechzig

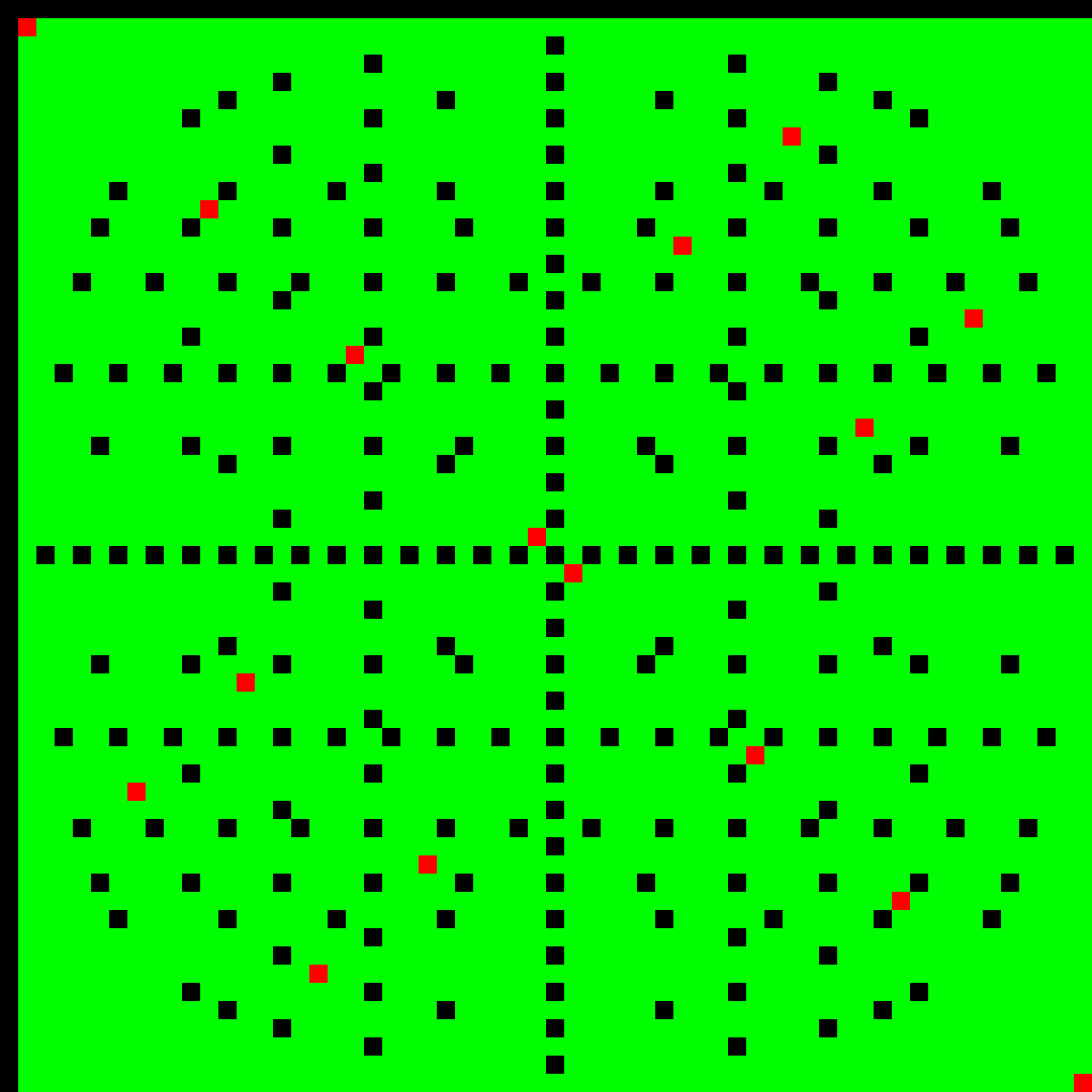
Multiplikationstabelle des unitäreren Rings graphisch dargestellt. Nähere Erläuterung bei Klick auf das Bild in dessen Beschreibung.

60 ist eine Zahl mit vielfältiger mathematikhistorischer und symbolischer Bedeutung:
60 als Basis von Zahl- und Maßsystemen:
- Das Babylonische Zahlensystem basierte auf der Sechzig und bildete damit ein so genanntes Sexagesimalsystem.
- In der Zeitmessung wird eine Stunde in 60 Minuten und eine Minute in 60 Sekunden geteilt.
- Ebenso wird in der Geometrie ein Grad in 60 Bogenminuten und eine Bogenminute in 60 Bogensekunden geteilt.
  - Aus der historisch bedingten Festlegung eines vollen Winkels als 360° folgt, dass die Winkel eines gleichseitigen Dreiecks jeweils 60° betragen.

## Mathematische Eigenschaften

### Teiler
Bestimmung der Anzahl:
1. Kanonische Primfaktorzerlegung: {\displaystyle 60=2^{2}\cdot 3^{1}\cdot 5^{1}}
2. Multiplikation der um 1 erhöhten Exponenten: {\displaystyle \tau (60)=3\cdot 2\cdot 2=12}

Ihre Teiler sind 1, 2, 3, 4, 5, 6, 10, 12, 15, 20, 30 und 60. Damit ist 60 eine sehr gut teilbare Zahl, die hochzusammengesetzt und superhochzusammengesetzt ist.

### Zerlegung
Zerlegung in Quadratzahlen: {\displaystyle 60=8^{2}-2^{2}}

### Weiteres
- 60 ist die Ordnung der kleinsten einfachen nicht kommutativen Gruppe A5, der Alternierenden Gruppe von fünf Elementen oder Drehgruppe des Ikosaeders (siehe auch Ikosaedergruppe).

Weitere mathematische Eigenschaften der Zahl 60 beschreibt die Liste besonderer Zahlen.

## Sonstiges
Sechzig bezeichnet weiter:
- ein diamantenes Jubiläumsjahr
- im alten Persien symbolisch das Wasser
- im Chinesischen Kalender den Chinesischen Zyklus
- eine Abkürzung für den Fußballverein 1860 München (auch München 60, 60er)
- die Ordnungszahl von Neodym
- Als Zählmaß wurde 60 früher auch als Zimmer oder Schock bezeichnet, siehe Alte Maße und Gewichte
- Künstlername des Moderators Achim Bogdahn

Rente:
- Das Alter von 60 Jahren ist für eine Reihe von Regelungen relevant. In der DDR war es das normale Renteneintrittsalter für Frauen. In der Bundesrepublik galt diese Regel bis 1999. Seit Januar 2000 wird die Altersgrenze in sechzig Monatsschriften auf 65 Jahre angehoben und später auf 67 Jahre, noch höhere Werte sind schon im Gespräch. Bis 2012 hatten Frauen unter bestimmten Bedingungen jedoch auch weiterhin die Möglichkeit, mit Sechzig in Rente zu gehen.